# Парноніздрьові
Парноніздрьові (Pteraspidomorphi) — примітивні безщелепні хребетні, що жили близько 470 — 370 мільйонів років тому.

## Характеристика
Перші представники з'явилися в кінці силуру, були найбільш поширеними на початку девону.
Були завдовжки від 10 см до 2 метрів. Передня частина тіла була вкрита кістковими пластинками. Є тільки один плавник — хвостовий. Перетин тіла має округлу форму.

## Систематика
Pteraspidy:
- Рід †Anatolepis
- Ряд †Arandaspida
  -  ? Рід †Pircanchaspis
  - Рід †Sacabambaspis
  - Родина †Arandaspididae
- (-)Heterostracomorphi
  - Ряд †Astraspida
    - Родина † Astraspidae

  - Ряд †Eriptychiida
    - Родина † Eriptychiidae

  - Ряд †Heterostraci
    - ?Рід †Aserotaspis
    - ?Рід †Lepidaspis
    - ?Рід †Kallostrakon
    - ?Рід †Natlaspis
    - ?Рід †Oniscolepis
    - ?Рід †Tesseraspis
    - Підряд †Traquairaspidiformes
      - Родина †Traquairaspididae

    - Підряд †Tolypelepidida
      - Родина †Tolypelepididae

    - Підряд †Cynthaspidiformes
      - ?Родина Corvaspidae†
      - (-)Amphiaspida
        -  ? Рід †Gabreyaspis
        -  ? Рід †Gunaspis
        -  ? Рід †Sanidaspis
        -  ? Рід †Ctenaspis
        - (-)†Amphiaspidoidei
        - (-)†Hibernaspidoidei
        - (-)†Siberiaspidoidei

      - (-)†Cynthaspida
        - Родина †Cyathaspididae

    - Підряд †Pteraspidiformes
      - Родина †Anchipteraspididae
      - Родина †Protopteraspidae
      - (-) Pteraspidina
        - Родина †Cardipeltidae
        - Родина †Pteraspididae
        - Родина †Doryaspididae
        - Родина †Protaspididae
        - (-) Psammosteida
          - ?Рід †Aspidosteus (Aspidophorus, Obruchevia)
          - ?Рід †Obruchevia
          - ?Рід †Stroshiperus
          - ?Рід †Traquairosteus
          - ?Рід †Yoglinia
          - Рід †Psammolepis
          - Родина †Drepanaspididae
          - Родина †Guerichosteidae
          - Родина †Pycnosteidae
          - Родина †Psammosteidae

## Ресурси Інтернету
- Pteraspidy na stránke Palaeos (po anglicky).